# 幻想的交響曲
《幻想的交響曲》（英語：Symphony of Fantasy）是於2016年12月14日開始製作，於2017年7月27日首次發佈的一款使用RPG Maker VX ACE為工具，免費的日式电子角色扮演游戏。遊戲開發團隊為 Zwei & Solomon。標語為連繫過去回憶的RPG。

## 遊戲系統
遊戲以傳統的日式电子角色扮演游戏（JRPG）為方向製作，戰鬥採用了非即時戰鬥制的ATB戰鬥系統及橫向戰鬥視點。作者還在遊戲中加入部份日語語音台詞，務求玩家在遊玩時感受到日式角色扮演遊戲的感覺。

## 遊戲情節
你曾經有想過一直以為是理所當然擁有的事，普通到平凡的日常生活會有崩潰的一天嗎？遊戲的主角悠月從來沒有如此想過，可是事情還是這樣無情的發生了。一天，悠月抱著平常的心態回到家後，卻發現自己的家遭明不知道是誰的人破壞，令人更悲傷的是，屋內剩下來就只有處於頻死狀態的母親。這樣的母親死前只對悠月留下三個字──世界樹，這件事、這三個字，令悠月的人生產生翻天覆地的變化……

### 角色
- 悠月：遊戲的男主角，職業為刺客，年齡18的男性。
- 緹亞：遊戲的女主角，職業為巫女，年齡不詳的女性。
- 炎帝：遊戲的第二男主角，職業為槍手，年齡19的男性。

## 遊戲開發
本遊戲採用繁體中文開發，總遊戲長度為五章。由於作者於遊戲中大量使用了第三方的素材，故此作者宣稱遊戲將不會用於任何商業用途，另外作者允許遊戲實況主對本遊戲進行遊戲實況。